# 納庄千寿
納庄 千寿（のうしょう せんじゅ、2007年1月6日 - ）は、兵庫県出身の、日本の柔道選手。階級は52kg級。得意技は小外刈、体落。9人兄弟の末っ子で、兄は60㎏級の納庄兵芽。

## 経歴
柔道は5歳の時に始めた。魚住中学から長野県の佐久長聖高校へ進むと、2年の時に金鷲旗で3位となった。全国高校選手権では52㎏級の決勝で比叡山高校1年の大井彩蓮を技ありで破って優勝した。3年の時には金鷲旗で3位、インターハイでは決勝で大井に敗れて2位だったが、全日本ジュニアで優勝した。世界ジュニアでは決勝で大井に反則負けを喫して2位だった。
IJF世界ランキングは5240ポイント獲得で60位(25/2/17現在)。

## 戦績
- 2023年 -　金鷲旗 3位
- 2024年 -　全国高校選手権　優勝
- 2024年 -　スペインジュニア国際　3位
- 2024年 -　金鷲旗 3位
- 2024年 -　インターハイ　2位
- 2024年 -　全日本ジュニア　優勝
- 2024年 -　世界ジュニア　2位
- 2024年 -　講道館杯　7位
- 2024年 -　エクサンプロバンスジュニア国際　優勝

(出典、JudoInside.com)